# Desmogleine
Desmogleine sind eine Gruppe von Proteinen, die in die Zellmembran eingebaut werden und als integrales Membranprotein an Zell-Zell-Kontakten beteiligt sind.
Desmoglein gehört zur Gruppe der Calcium-bindenden Zelladhäsionsmoleküle, genauer den desmosomalen Cadherinen. Es ist als transmembranes Glykoprotein integraler Bestandteil der Desmosomen (Macula adhaerens), die einen Interzellularkontakt bilden. Man findet es bei Wirbeltieren,  vornehmlich in Zellen der Epithelien und des Herzmuskels. Gemeinsam mit Desmocollin ist Desmoglein das wesentliche Haftprotein in einem Desmosom und in die Plasmamembran integriert in Verdichtungen, sogenannten Adhäsions-Plaques, zu finden. Dem Interzellulärraum zugewandt ragen glykosylierte Anteile von Desmoglein-Proteinen in den Interzellulärspalt (Desmoglea), wo sie sich an andere Proteine der Nachbarzelle heften und so eine interzelluläre Verbindung herstellen. Die den Interzellularkontakt sichernde Verbindung zwischen dem Desmoglein und den zytoplasmatischen Intermediärfilamenten wird durch Desmoplakin vermittelt, das zusätzlich vom Plakoglobin in dieser Bindung verstärkt wird.
In der Desmoglein-Familie unterscheidet man vier Formen: 1, 2, 3 und 4, von verschiedenen Genen codiert, die beim Menschen alle auf dem Chromosom 18 liegen. Die Desmosomen von Herzmuskelzellen enthalten Desmoglein-2 (DSG-2), in denen mehrschichtiger Plattenepithelien findet man daneben hauptsächlich Desmoglein-3, Desmoglein-4 in hochdifferenzierten Keratinozyten von Haarfollikeln, und Desmoglein-1 in oberen Schichten der Epidermis.
Mutationen in den für die Desmogleine codierenden Genen können für seltene Erbkrankheiten verantwortlich sein, wie ein palmoplantares Keratoderma (SPPK1, Ursache: DSG-1),  arrhythmogene rechtsventrikuläre Kardiomyopathie (ARCM, Ursache: DSG-2), sowie eine Hypotrichose (LAH1, Ursache: DSG-4). Autoantikörper gegen Desmoglein-3 sind die Ursache für Pemphigus vulgaris; beim Pemphigus foliaceus ist hingegen Desmoglein-1 das Autoantigen.